# Rue Auguste-Chabrières
Pour les articles homonymes, voir Chabrières.
La rue Auguste-Chabrières est une rue du 15e arrondissement de Paris.

## Situation et accès

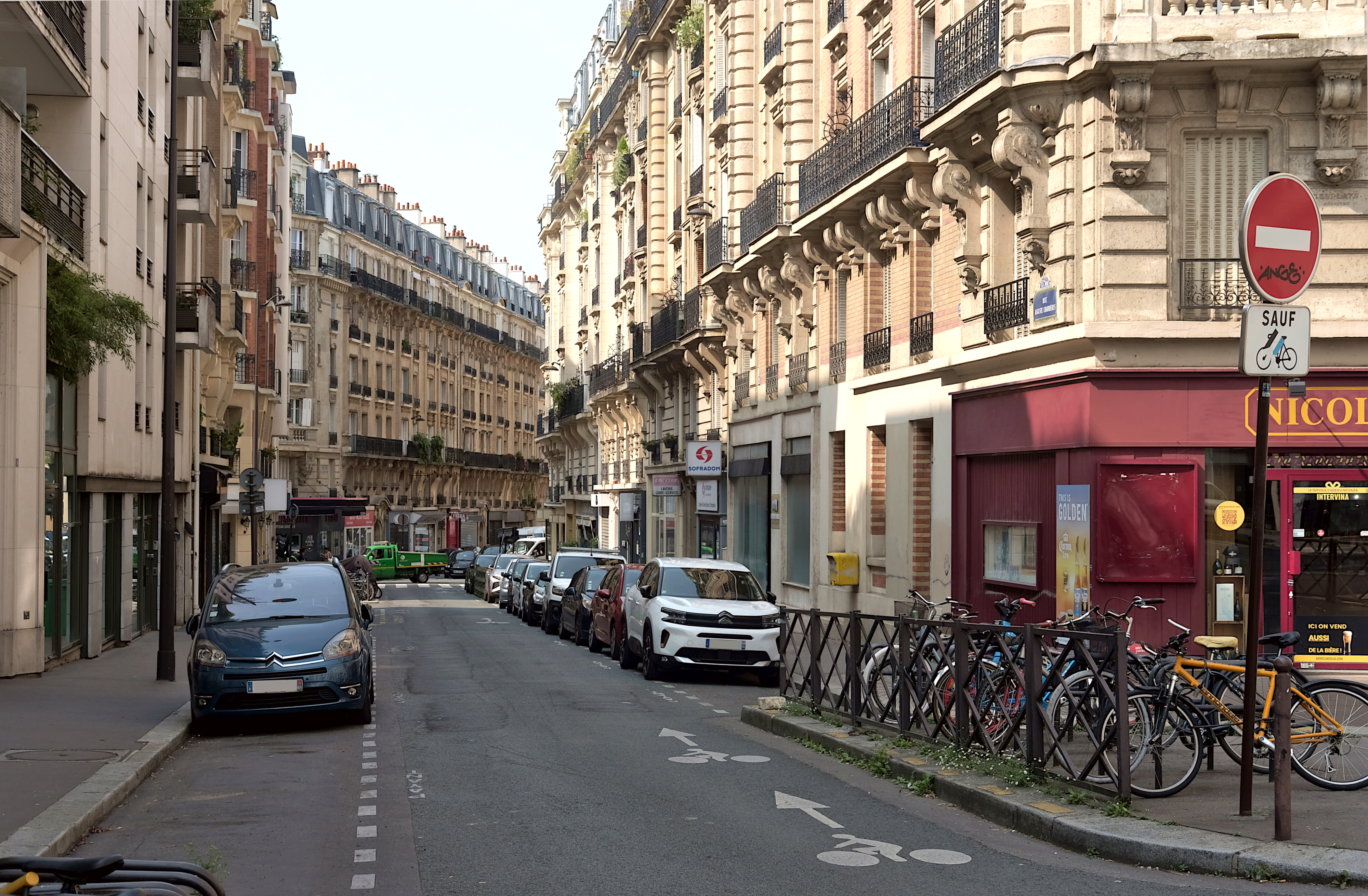
La rue vue depuis la rue de la Croix-Nivert.

La rue est située dans le sud du 15e arrondissement, dans le quartier Saint-Lambert, à la limite du quartier de Javel, non loin de la porte de Versailles. Elle débute rue Desnouettes et se termine rue de la Croix-Nivert, croisant la rue du Hameau. Elle suit un axe nord-ouest / sud-est.

## Origine du nom
Elle doit son nom à Auguste Chabrières (1854-1904), industriel.

## Historique
Cette voie, ouverte par la Société du chemin de fer électrique souterrain Nord-Sud de Paris, prend sa dénomination actuelle en 1908.

## Bâtiments remarquables et lieux de mémoire
- No 18 : une plaque rappelle qu'en ce lieu fut arrêtée en mars 1942 Rose Blanc, responsable de l'Union des jeunes filles de France, morte à Auschwitz[1].
- No 20 : une plaque rappelle le décès des résistants Georges Dupont et Marcel Guillaumin le 24 août 1944 lors de la libération de Paris[2],[Note 1].
- L'entreprise Quies, fabricant des protections auditives homonymes fondée en 1921, installa dans l'entre-deux-guerres ses ateliers et laboratoires dans la rue[Note 2].